# Monument au baron Dhanis
Le monument au baron Dhanis est un groupe de sculptures en bronze de Frans Joris qui a été placé en 1913 sur l'Amerikalei d'Anvers. Les statues de Francis Dhanis et du marchand d'esclaves arabe sont aujourd'hui conservées au Musée Middelheim.

## Description
L'œuvre originale montrait Dhanis, son fusil levé en signe de triomphe, alors qu'un marchand d'esclaves arabe s'inclinant dépose sa bannière en signe de reddition. Le vainqueur, debout au centre sur de faux rochers entourés de vraies plantes exotiques, tient une main protectrice sur une esclave congolaise nue et son enfant, qui s'agenouillent avec gratitude en hommage. L'intention était de célébrer la victoire sur la traite négrière arabe, comme en témoigne l'inscription Pour l'Humanité, alors que l'État indépendant du Congo lui-même était pourtant un lieu de coercition et de violence contre les Congolais.

## Historique

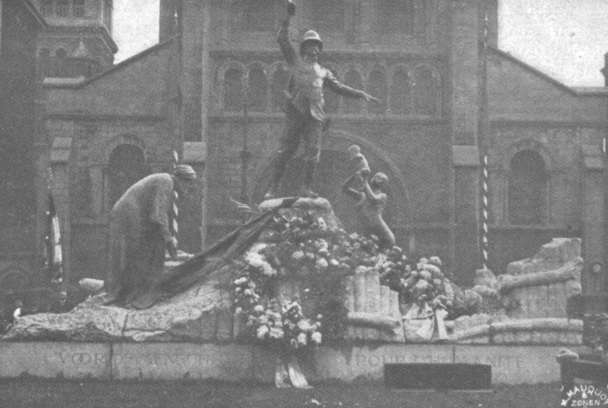
Le monument devant l'église Saints-Michel-et-Pierre

Le monument est inauguré solennellement le 12 octobre 1913 devant l'église Saints-Michel-et-Pierre (nl), sur ce qui était alors le Zuiderlei. L'initiative est venue du Club Africain d'Anvers - Cercle d'Études coloniales, qui a bouclé avec succès une souscription publique en quelques mois.
En 1950, le conseil municipal décide que le monument doit céder la place à la circulation automobile sur l'Amerikalei, ce qui se concrétise dès mai 1954. Le monument a d'abord été transféré dans le jardin de devant de la Koloniale Hogeschool sur la Middelheimlaan, où il a été endommagé le 9 septembre 1983 par un arbre cassé lors d'une forte tempête.
En 2013, la statue de Dhanis était encore exposée au musée Zwijgershoek (nl) de Saint-Nicolas à l'occasion de l'exposition thématique « Coup de Ville » sur les œuvres d'art mutilées et perdues.

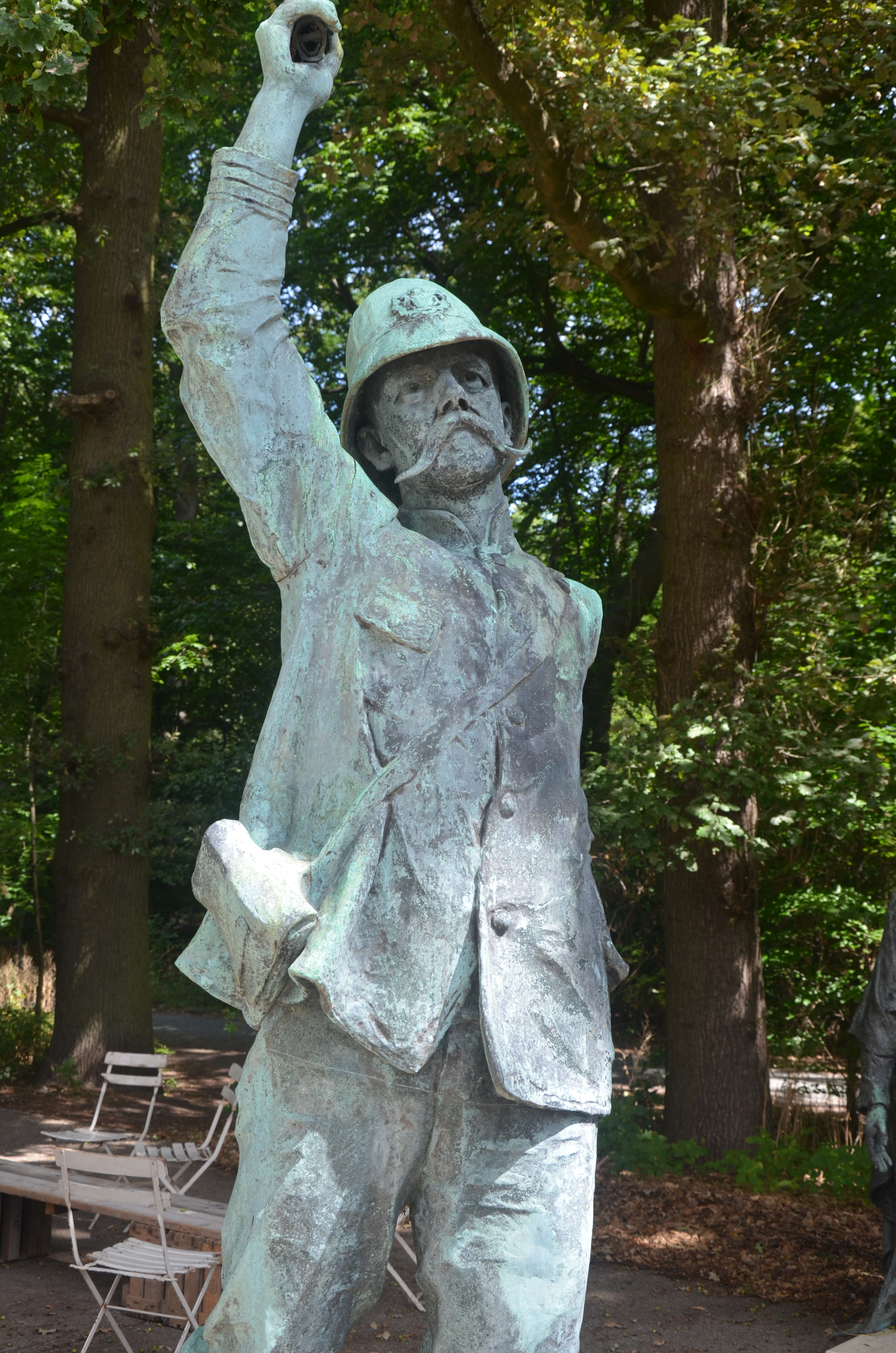
La statue de Francis Dhanis, à son emplacement actuel au musée Middelheim

L'ensemble sculptural actuel, que l'on peut encore voir aujourd'hui dans un coin du musée en plein air de Middelheim, ne se compose que de deux parties : les statues du baron Dhanis et du marchand d'esclaves. Il manque à Dhanis un bras et une crosse de fusil, à l'Arabe une bannière. La femme nue et son enfant ont disparu après un vol en 2001, tout comme les rochers sur lesquels les statues étaient montées. Le marchand d'esclaves arabe tordu a été monté sur un socle métallique à quatre pieds par l'artiste Luk Van Soom (nl) en 2013 à l'occasion de l'exposition en plein air Ab homine creatum au Hof ter Saksen (nl) de Beveren.